# Акшимирауська сільська адміністрація
Акшимира́уська сільська адміністрація (каз. Ақшымырау ауылдық әкімдігі, рос. Акшимрауская сельская администрация) — адміністративна одиниця у складі Мангістауського району Мангістауської області Казахстану. Адміністративний центр та єдиний населений пункт — село Акшимирау.
Населення — 1117 осіб (2021; 1264 у 2009, 1225 у 1999, 1068 у 1989).
Станом на 1989 рік існувала Кизанська сільська рада (села Акшимрау, Кизан). 2000 року село Акшимирау утворило окремий Акшимирауський сільський округ, який 2016 року перетворено в Акшимирауську сільську адміністрацію.